# 사씨 (백제)
사씨(沙氏)는 백제의 성씨이자 백제의 유력 가문인 대성팔족 중 하나이다. 본래는 사택(沙宅/沙吒)씨이거나 같은 성씨일 강능성이 존재한다.
이들은 주로 백제 내에서 고위직을 얻었으며 정치, 군사적으로 큰 영향력을 행사했다.
백제 말기인 의자왕 때는 왕족 중심의로 국정을 운영하자 이들은 중앙귀족으로서의 지위를 상실하고 결국 지방세력으로 전락하게 되었다.

## 상세
사비(泗沘) 지방에 기반을 가진 유력한 세력집단이다. 
금강하구의 재지기반을 바탕으로 성장한 사씨세력은 서해와 남해로 이어지는 재해권을 장악하여 대중국 교류와 대왜 교류에 관여하며 선진문물을 접할 수 있는 기회와 인적 네트워크를 통해 그들의 역량을 키울 수 있었다.  
근초고왕에 의한 가야 7국 원정 장군 사사노궤(沙沙奴跪)로 처음 등장한다. 가야 원정 이후 이 지역에 대한 군사적 기반과 공부수취를 관장하는 권한을 바탕으로 영향력을 행사했을 것이다. 근초고왕 원정 이후 가야 지역은 백제와 왜 사이의 교역루트의 중심지 역할을 하였는데 이 지역에 대한 일정한 영향력을 가지고 있었을 사씨는 일찍부터 중용되었을 것이다.
사씨 세력은 백제 왕실의 웅진 남천를 계기로 하여 신진지방세력으로서 중앙의 지배귀족으로 진출하였으며, 성왕이 사비로 남천할 때에는 성왕의 중요한 지지세력으로서 정치적 배경세력이 되고, 이러한 요인들이 복합되어 대성팔족(大姓八族)의 모두(冒頭)를 장식하는 백제 제일의 귀족세력으로 그 기반을 굳혀 나간 것으로 보인다.
사씨 세력의 저력은 백제의 위기 속에서도 찾을 수 있다. 백제 멸망 당시 의자왕과 함께 당나라에 잡혀간 대좌평 사택천복을 통해 백제 멸망 직전까지 사씨 세력이 최고 직위에 있었음을 알 수 있다. 임존성에서 흑치상지와 백제부흥운동을 주도했던 사타상여의 행적을 통해 사씨 세력이 백제부흥운동도 이끌었던 세력 집단이었음을 알 수 있다. 백제 멸망 이후 왜로 망명한 사택소명은 왕족 여자신과 동등한 대금하라는 관위를 하사 받았는데 패망 국가의 유민이었지만 사씨는 당시 최고 귀족세력으로 왜 조정에서도 인식하였고, 이와 연계하여 천황으로부터 깊은 신뢰와 존망을 받았던 것으로 짐작되는 바이다.

## 같이 보기
- 대성팔족
- 백제의 종족구성
- 진씨 (백제)
- 해씨 (백제)
- 목씨 (백제)
- 연씨 (백제)
- 국씨 (백제)
- 백제